# Laboratoire d'ethnologie et de sociologie comparative
Vous pouvez aider à l'améliorer ou bien discuter des problèmes sur sa page de discussion.
- Il ne s’appuie pas, ou pas assez, sur des sources secondaires ou tertiaires. (Marqué depuis décembre 2021)
- Il est à actualiser. Certains passages sont obsolètes ou annoncent des événements désormais passés. (Marqué depuis décembre 2021)

- Archive Wikiwix
- Bing
- Cairn
- DuckDuckGo
- E. Universalis
- Gallica
- Google
- G. Books
- G. News
- G. Scholar
- Persée
- Qwant
- (zh) Baidu
- (ru) Yandex
- (wd) trouver des œuvres sur Wikidata

Le Laboratoire d'ethnologie et de sociologie comparative (LESC) est un laboratoire de recherche en anthropologie, l’un des plus importants de France en nombre de chercheurs. Il est situé à la Maison René Ginouvès d'archéologie et d'ethnologie sur le campus de l'Université Paris Nanterre.

## Histoire du laboratoire

### Chronologies
- 1967 fondation du laboratoire à l'université Paris Nanterre par Éric de Dampierre
- 1968 Association avec le CNRS
- 1989 Transformation en unité mixte de recherche
- 2006 Fusion avec l'Équipe de Recherche en Ethnologie Amérindienne (EREA) installée sur le campus de Villejuif[1]
- 2007 Fusion avec le Centre de Recherche en Ethnomusicologie (CREM) anciennement installé au Musée de l'Homme, et depuis 2009 sur le campus de l'Université Paris Nanterre[2]

### Quelques membres, passés ou actuels
- Sophie Blanchy
- Laurence Caillet
- Éric de Dampierre
- Jacques Galinier
- Roberte Hamayon
- Raymond Jamous
- Annie Lebeuf
- Anne-Marie Peatrik
- Albert Piette
- Gilles Tarabout
- Alain Testart
- Anne-Christine Taylor
- Dan Sperber

## Axes de recherche
1. Sensorialités et interactions
2. Troubles dans le contemporain
3. Les passés actualisés
4. Champs du possible

## Sociétés savantes
Il y a deux sociétés savantes hébergées au LESC, dont la Société d'ethnologie créée en 1986, par Éric de Dampierre, qui édite de nombreux ouvrages d'ethnologie.

## Revue scientifique
Publication de la revue scientifique non périodique, Ateliers d'anthropologie, en format électronique depuis 2007 et disponible gratuitement en ligne sur le portail OpenEdition Journals.

## Tutelles
- Le Centre national de la recherche scientifique
- L'Université Paris Ouest Nanterre La Défense